# عصوية ذهبية قاطنة عشبة النقود
عصوية ذهبية قاطنة عشبة النقود (الاسم العلمي: Chryseobacterium soldanellicola) هي نوع من البكتيريا، سلبية الغرام، تتبع جنس عصوية ذهبية.